# Мері Гіллі
Мері Гіллі (англ. Mary Heeley; 30 березня 1911 — 14 серпня 2002) — колишня британська тенісистка.
Найвищу одиночну позицію світового рейтингу — 6 місце досягла 1932 року.
Найвищим досягненням на турнірах Великого шолома був фінал в змішаному парному розряді.

## Фінали турнірів Великого шолома

### Мікст (1 поразка)
| Результат | Рік  | Турнір               | Покриття | Партнерка          | Суперниці                                     | Рахунок  |
| --------- | ---- | -------------------- | -------- | ------------------ | --------------------------------------------- | -------- |
| Поразка   | 1933 | Вімблдонський турнір | Трава    | Норман Фаркухарсон | Готтфрід фон Крамм Гільде Кравінкель-Сперлінг | 5–7, 6–8 |